# Chilena sordida
Chilena sordida is een vlinder uit de familie spinners. De wetenschappelijke naam is voor het eerst geldig gepubliceerd in 1874 door Erschoff.
De soort komt voor in Europa.